# Wernberg-Köblitz
Wernberg-Köblitz är en köping (Markt) i Landkreis Schwandorf i Regierungsbezirk Oberpfalz i förbundslandet Bayern i Tyskland.
Kommunen bildades 1 januari 1974 genom en sammanslagning av köpingen Wernberg och kommunen Oberköblitz till köpingen Wernberg-Köblitz.